# Introducción a la ciencia del hadiz
Introducción a la ciencia del hadiz (árabe: مقدمة ابن الصلاح في علوم الحديث , romanizado: Muqaddimah ibn al-Ṣalāḥ fī 'Ulūm al-Ḥadīth) es un libro del siglo XIII escrito por `Abd al-Raḥmān ibn `Uthmān al-Shahrazūrī, más conocido como Ibn al-Salah, que describe la disciplina islámica de la ciencia del hadiz, su terminología y los principios de evaluación biográfica. Un hadiz es una declaración, acción o aprobación registrada del profeta islámico Mahoma que sirve como segunda fuente de legislación en la ley islámica. La ciencia del hadiz que se describe en esta obra contiene los principios con los que un especialista en hadices evalúa la autenticidad de las narraciones individuales.
La Introducción consta de 65 capítulos, cada uno de los cuales abarca un tema relacionado con el hadiz. En los primeros 33 capítulos se describen los diversos términos técnicos de la terminología del hadiz que describen las condiciones de la autenticidad de un hadiz o su aceptabilidad como base de la jurisprudencia islámica. Los capítulos siguientes se refieren a la isnād, o cadena de narración. A continuación se presenta una serie de capítulos relativos a la etiqueta que deben observar los eruditos en hadices y las formas de transcripción. En los últimos capítulos se describen diversas cuestiones relativas a los narradores de los hadices, incluidas las convenciones de denominación.
Ibn al-Ṣalāḥ comenzó la Introducción como una serie de conferencias que dictó a sus estudiantes en Damasco y que terminó en 1233. Ha recibido una considerable atención de autores posteriores que la explicaron, abreviaron y la pusieron en poesía y se convirtió en un ejemplo para los últimos libros de su género. La Introducción se ha publicado varias veces en su versión original en árabe y también se ha traducido al inglés.

## Título
Como la Introducción no fue nombrada oficialmente por el autor, existe cierta especulación en cuanto a su título real, con diferentes posibilidades sugeridas. Al-Dhahabi se refirió a ella como `Ulūm al-Ḥadīth, The Sciences of Hadith, al igual que Ibn Hajar al-Asqalani, y Muḥammad ibn Ja`far al-Kattānī.
Aisha Abd al-Rahman dijo en el prólogo de su edición de la Introducción:

Su libro sobre las ciencias del hadiz es el más conocido de sus obras sin comparación, hasta el punto de que es suficiente decir, el «Libro de Ibn al-Ṣalāḥ», la intención se entiende debido a su popularidad y altura. Con los estudiosos anteriores, su tema lo superó, siendo así referido como, el Libro de Ibn al-Ṣalāḥ sobre `Ulūm al-Ḥadīth o como él se refirió en sus primeras páginas, el libro «Familiaridad con el Tipos de la ciencia de Hadith». Se ha hecho muy conocido últimamente como: Muqaddimah Ibn al-Ṣalāḥ fi `Ulūm al-Ḥadīth, «Introducción a las Ciencias de los Hadices de Ibn al-Ṣalāḥ».

Nūr al-Dīn `Itr, en la introducción a su edición de la Introducción, concluyó que su nombre real es ʻUlūm al-Ḥadīth («Las Ciencias del Hadith») o Ma`rifah Anwā`i` Ilm al-Ḥadīth («Familiaridad con el Tipos de la ciencia de Hadith»). Esto se basa en el propio uso del autor en su propia introducción, además del uso de otros académicos en los siglos posteriores a la autoría del libro. Al igual que Bint `Abd al-Raḥmān, reconoció que el libro se conoce más comúnmente como Muqaddimah Ibn al-Ṣalāḥ («La Introducción de Ibn al-Ṣalāḥ»).

## Visión general

### Origen
Los libros de terminología de hadices pasaron por dos fases de desarrollo. La primera fue la compilación de las declaraciones de eruditos anteriores, citando las expresiones que habían utilizado sin evaluar esos términos o sugiriendo términos aplicables a esas expresiones. Esta fue la metodología adoptada por eruditos anteriores como Yaḥyā ibn Ma`īn, `Alī ibn al-Madīnī, Muslim ibn al-Ḥajjāj, al-Tirmidhī en sus obras. La segunda fase consistió en libros basados en y evaluando los de la primera fase. Sus autores citaron las declaraciones citadas de los trabajos anteriores y comenzaron la ordenación y codificación de los términos pertinentes. Se establecieron principios y, en su mayor parte, se aceptaron, con términos individualizados exclusivos de determinados estudiosos explicados en su contexto. Algunos ejemplos de libros escritos de esta manera son: Ma`rifah `Ulūm al-Ḥadīth por al-Ḥākim, Al-Kifāyah por Al-Jatib al-Baghdadi y la Introducción de Ibn al-Ṣalāḥ.
La Introducción tiene su origen en los libros de Al-Jatib al-Baghdadi,  quien es autor de numerosos libros sobre las diversas disciplinas de la ciencia del hadiz, sobre los cuales todos los últimos estudiosos de la disciplina estaban en deuda. En particular, se centró en Al-Kifāyah de Al-Jatib,  ya que lo consideraba exhaustivo de las diversas disciplinas de la ciencia del hadiz.
El libro comenzó como una serie de conferencias que Ibn al-Ṣalāḥ pronunció en la Escuela Achrafieh en Damasco. En estas conferencias dictaba su contenido poco a poco a sus alumnos. Comenzó a impartirlas el viernes 17 de junio de 1233 CE / 630 AH, y las completó a fines de septiembre o principios de octubre del año 1236/634. La Introducción fue transcrita o memorizada por los estudiantes que asistieron.
Fue de manera similar que se difundió la Introducción. Al-Dhahabi nombró a varios eruditos que lo transmitieron directamente de Ibn al-Ṣalāḥ, la mayoría de los cuales luego autorizó a Al-Dhahabi a hacerlo también. Del mismo modo, Al-`Irāqī mencionó a dos eruditos que se lo transmitieron de Muḥammad ibn Yūsuf al-Muḥtar, un estudiante de Ibn al-Ṣalāḥ, como lo hizo Ibn Ḥajr, quien le mencionó su ciencia del hadiz («cadena de narración»), también lo transmitió de dos de sus propios maestros.

### Arreglos
Si bien Ibn al-Ṣalāḥ desarrolló su trabajo en mayor medida que los autores anteriores sobre el tema, tuvo sus limitaciones en la organización porque comenzó como una serie de conferencias. No arregló su libro de una manera particular, en algunos casos mencionando un término relacionado con el matn (texto), antes de pasar a uno relacionado con el isnād (cadena de narración), o quizás mencionando tipos relacionados con ambos. Como un gran número de estudiantes estuvieron presentes en sus conferencias, memorizándolas o transcripciéndolas, no pudo revisar esta orden. Si lo hubiera hecho, las transcripciones originales de los estudiantes podrían diferir con sus revisiones, ya que algunos pudieron haber asistido a las conferencias originales y otros a las revisadas. La introducción del libro requirió un índice para guiar a los lectores que ilustra la naturaleza algo desorganizada de su trabajo.
Ibn al-Ṣalāḥ, en su Introducción, codificó la terminología establecida por aquellos eruditos, antes que él, basada en su lectura de sus obras. Lo hizo citando algunas de esas declaraciones académicas en los trabajos anteriores y deduciendo de ellos términos y definiciones comunes a la manera de un erudito que escribe un libro de fiqh (jurisprudencia). De esta manera, su libro se basó en los principios establecidos por los especialistas en hadiz anteriores combinados con algunos elementos de fiqh. Un ejemplo de esto sería la inclusión de la división de hadices en mutawātir y āḥād. Por lo tanto, solo mencionó las declaraciones de los eruditos anteriores como apropiadas y en su mayoría se basaron con conclusiones extraídas de ellos y luego especificaron o aclararon una definición.
Las definiciones que Ibn al-Ṣalāḥ usó para describir los términos individuales de la terminología de los hadices estaban en gran medida de acuerdo con las opiniones de la mayoría de los especialistas en hadiz. En algunos casos, mencionaría una opinión indiscutible, antes de hacer una que fuera ampliamente aceptada y luego describir la diferencia. Generalmente precedería a su crítica de opiniones diferentes diciendo: «Yo digo». Para los términos principales descritos, mencionó un ejemplo para ilustrar esa definición. Su objetivo al hacerlo era aclarar ese término y no necesariamente establecerlo. También distinguió su libro respondiendo a las posiciones de otros académicos de manera detallada.

### Contenido
Ibn al-Ṣalāḥ mencionó en su introducción a los capítulos de Introducción, cada uno específico a un tipo o término particular de terminología hadith antes de decir que era concebible un número aún mayor. Comenzó discutiendo ṣaḥīḥ (auténtico) como la primera categoría, y luego ḥasan (bueno) como la segunda, ḍa`īf (débil) la tercera, musnad (apoyado) la cuarta y así sucesivamente.
Ibn Jamāʻah, en su resumen, dividió estos términos en cuatro categorías diferentes según el tema —y agregando seis términos en el proceso—. El primero pertenece al matn (texto) del hadiz y sus tres divisiones y 30 tipos. Las tres divisiones son ṣaḥīḥ, ḥasan y ḍa`īf. Los treinta tipos incluyen los mencionados en la terminología hadiz y otros. El segundo trata del isnād (cadena de narración) y comprende 11 tipos. Estos tipos generalmente caen dentro de la disciplina de evaluación biográfica. La tercera categoría incluye seis tipos: las calificaciones necesarias para transmitir hadices, las maneras en que se transmiten, la transcripción de hadices y la etiqueta del narrador y del estudiante. La cuarta categoría, que comprende 21 tipos, se relaciona con los nombres de los narradores. Esto incluye la definición de un ṣaḥābī (compañero) , un tābi`ī (seguidor) , los períodos de tiempo de los narradores, nombres y paidonímicos entre otros.
Los estudiosos posteriores incluyeron tipos adicionales de hadices en sus propios trabajos, y algunos casi llegaron a cien.

## Impacto
La Introducción se convirtió en la base de los libros posteriores en la terminología del hadiz. Varios estudiosos posteriores siguieron a Ibn al-Ṣalāḥ en el ordenamiento de su libro, incluyendo Al-Nawawī, Ibn Kathīr, Al-ʻIraqi, Al-Bulqīnī, Ibn al-Jamā`ah, Al-Tabrīzī, Al-Ṭībī y Al-Zirkashī. En muchos casos esta influencia fue directa, con numerosos eruditos que escribieron libros indicando sus puntos más finos, explicando, abreviando y convirtiendo sus significados en poesía que luego, a su vez, fue explicado como se discutirá más adelante.
Algunos de los ulemas que hablaron muy bien de la Introducción son:
- Ibn Jamā`ah dijo: «El Imām, el Ḥāfiẓ, Taqiy al-Dīn Abū `Amr Ibn al-Ṣalāḥ ha seguido el ejemplo [de los eruditos anteriores] en su libro en el que ha incluido exhaustivamente varios puntos de beneficio y lo ha compilado con precisión en su fino trabajo».[13]
- Burhān al-Dīn al-Abnāsī dijo: «el mejor trabajo [en su campo], el más innovador, constructivo y beneficioso es ʻUlūm al-Ḥadīth».[15]
- Al-`Irāqī lo describió como «el mejor libro escrito por un especialista en hadices para definir su terminología».[6]
- Muḥammad ibn Aḥmad al-Fāsī lo describió como beneficioso.[16]
- Ibn Ḥajr dijo que debido a que Ibn al-Ṣalāḥ «recogió en él lo que antes estaba disperso en otros libros, la gente se centró en él, siguiendo su metodología. Son innumerables las obras en las que la Introducción ha sido puesta en verso, abreviada, añadida y sustraída, en desacuerdo y apoyada».[8] Muḥammad ibn Jaʻfar al-Kattānī citó lo anterior de Ibn Ḥajr.[3]

### Libros basados en la Introducción

#### Nukat
Cada uno de los siguientes autores ha escrito un libro de nukat (نكت) literalmente «puntos de interés o beneficio», de la Introducción:
1. Al-`Irāqī en al-Taqyīd wa al-Īḍāḥ (التقييد والايضاح)
2. Al-Badr al-Zarkashī
3. Ibn Ḥajr en al-Ifṣāḥ (الافصاح)

#### Abreviaturas
Cada uno de los siguientes ha escrito un resumen:
1. Ibn Jamā`ah en al-Manhal al-Rawī (المنهل الروي),
2. Al-Nawawi en al-Irshād (الارشاد), que luego resumió en Taqrīb al-Irshād (تقريب الارشاد), lo cual fue explicado varias veces por:
  1. Al-`Irāqī
  2. Al-Sakhkhāwī
  3. Al-Suyūṭī
3. Ibn Kathīr in Al-Bā`ith al-Hathīth (الباعث الحثيث)

#### Poesía
Los siguientes han establecido la introducción al verso, añadiendo algún contenido en el proceso:
1. Al-`Irāqī en su poema de mil versos, Nuẓam al-Durar fi 'Ilm al-Athar

(نظم الدرر في علم الأثر), que, a su vez, fue explicado por varios eruditos, que incluyen: 
1. 1. Al-`Irāqī mismo, en dos explicaciones, una larga y la otra breve;
  2. Al-Sakhkhāwī en Fatḥ al-Mughīth (فتح المغيث)
  3. Al-Suyuti en Qaṭr al-Durar (قطر الدرر)
  4. Al-Din al-Qutub Khaydari en Su'ud al-Maraqi (صعود المراقي)
  5. Zakariyyā al-Ansārī en Fatḥ al-Bāqī (فتح الباقي)
2. Al-Suyūṭī en su poema de mil versos que era comparable al de Al-ʻIrāqī con algunas adiciones.[3]

## Ediciones
Las numerosas ediciones de la Introducción en su árabe original incluyen dos de las más confiables:
- Muqaddimah Ibn al-Ṣalāḥ wa Muḥāsin al-Iṣṭilāḥ, edited ʻĀʼishah bint ʻAbd al-Raḥmān, Cairo: Dar al-Ma'arif, 1990, 952 pp. It is published along with Muḥāsin al-Iṣţilāḥ por al-Bulqīnī.
- `Ulūm al-Ḥadīth li Ibn al-Ṣalāḥ, edited Nur al-Din `Itr. Damascus: Dār al-Fikr al-Mu`āṣir, 1998, 471 pp.

Una traducción al inglés de Eerik Dickinson, An Introduction to the Science of Hadith (2006), se publicó como parte de la serie "Great Books of Islamic Civilization". La traducción de Dickinson presenta una biografía de Ibn al-Ṣalāḥ derivada de numerosas fuentes, además de abundantes notas de pie de página en todo el texto.